# Victor Bangert
Victor Bangert (Osnabrück, 28 de novembro de 1950) é um matemático alemão, que trabalha com geometria diferencial, cálculo variacional e sistemas dinâmicos.
Bangert obteve um doutorado em 1977 na Universidade Técnica de Dortmund, orientado por Rolf Walter, com a tese Konvexität in Riemannschen Mannigfaltigkeiten. Obteve a habilitação em 1980 na Universidade de Freiburg. Em 1985 foi professor extraordinário e em 1990 professor ordinário da Universidade de Berna, tornando-se em 1990 professor ordinário da Universidade de Freiburg
Foi palestrante convidado do Congresso Internacional de Matemáticos em Zurique (1994 - Minimal foliations and laminations).

## Obras
- Closed geodesics on complete surfaces, Mathematische Annalen, Volume 251, 1980, p. 83–96.
- Geodesics and totally convex sets on surfaces, Inventiones Mathematicae, Volume 63, 1981, p. 507-517
- Sets with positive reach, Archiv der Mathematik, Volume 38, 1982, p. 54-57
- com Wilhelm Klingenberg: Homology generated by iterated closed geodesics, Topology, Volume 22, 1983, p. 379–388.
- Geodätische Linien auf Riemannschen Mannigfaltigkeiten, Jahresbericht DMV, Volume 87, 1985, p. 39-66
- Mather sets for twist maps and geodesics on tori, in: U. Kirchgraber, H. Walther (Eds.), Dynamics reported, Volume 1, 1988, Chichester: Wiley, Teubner, p. 1–56
- Minimal geodesics,  Ergodic Theory Dynam. Systems, Volume 10, 1990, p. 263–286.
- On the existence of closed geodesics on two-spheres. Internat. J. Math., Volume 4, 1993, p. 1–10.